# Yamaneta kehen
Espèce
Synonymes
- Maymena kehen Miller, Griswold & Yin, 2009

Yamaneta kehen est une espèce d'araignées aranéomorphes de la famille des Mysmenidae.

## Distribution
Cette espèce est endémique du Yunnan en Chine,. Elle se rencontre dans une grotte dans le xian de Fugong.

## Description
La femelle holotype mesure 2,45 mm.
Le mâle décrit par Feng, Miller, Lin et Shu en 2019 mesure 2,19 mm et la femelle 2,48 mm.

## Publication originale
- Miller, Griswold & Yin, 2009 : The symphytognathoid spiders of the Gaoligongshan, Yunnan, China (Araneae, Araneoidea): Systematics and diversity of micro-orbweavers. ZooKeys, no 11, p. 9-195 (texte intégral).